# 石岡第二発電所
石岡第二発電所（いしおかだいにはつでんしょ）は、茨城県北茨城市にある水力発電所。1914年（大正3年）1月に発電を開始し、2016年（平成28年）現在も東京発電株式会社の管理下で稼働している。石岡第二発電所は構成施設6ケ所が日本の登録有形文化財に登録されている。

## 仕様と特徴
石岡第二発電所は1913年（大正2年）12月に竣工し、1914年（大正3年）1月から運転が始まった水力発電所である。本発電所は茨城県北茨城市に位置し、茨城県では最大の二級河川である大北川水系の本流・大北川から取水し発電している。この大北川本流は総長22.2キロメートル、流域面積195.5平方キロメートルの河川であり、茨城県北茨城市の磯原市街東端に河口がある。大北川水系では、石岡第二発電所の他に石岡第一発電所・横川発電所が本流沿いに、花園川発電所が支流沿いに設けられている。
本発電所は取水堰堤・沈砂池・余水路・水槽・鉄管路擁壁・本館といった施設から構成される（構成施設参照）。上流にある石岡第一発電所から放水された水は石岡第二発電所の取水堰堤から取り入れられ、総延長745メートルの導水路や延長約100メートルの水圧鉄管を通り本館へ到達する。石岡第二発電所の発電設備は横軸フランシス水車1台と三相交流同期発電機から成り、最大出力は1,600キロワットである。この発電設備は2014年（平成26年）3月に刷新されたもので、それ以前はゼネラル・エレクトリック製の1,000kVA発電機1台とフォイト製の1,650馬力横軸単輪フランシス水車が使われ、出力は1,300キロワットだった。今日では石岡第二発電所は無人化され、北茨城自動制御所によって遠隔操作されている。
2008年（平成20年）3月31日時点での石岡第二発電所の諸元は下記の通り。
- 河川名：大北川水系大北川
- 発電形式：水路式
- 発電方式：流込み式
- 最大出力：1,300キロワット
- 常時出力：550キロワット
- 最大使用水量：5.00立方メートル毎秒
- 有効落差：36.86メートル
- 流域面積：96.6平方キロメートル
- 水車：横軸フランシス水車 出力1,300キロワット1台
- 発電機：同期発電機1台
- 所有者：東京発電

石岡第二発電所の本館は日本における初期の鉄筋コンクリート造建築物であり貴重とされる。本館を含む、石岡第二発電所の6施設は日本の登録有形文化財に登録されている。また茨城大学の名誉教授である中川浩一は、常磐炭田と日立鉱山は茨城県の近代化を語る上で欠かせない存在であり、前者は常磐線の整備に、後者は日立製作所の創立に寄与したと述べている。中川は常磐炭田と日立鉱山の発展は茨城県北部の水力発電所によって支えられてきたと述べ、茨城県内の水力発電所に関する近代化遺産として石岡第一発電所・石岡第二発電所・めがね橋・中里発電所・里川発電所・旧町屋変電所を挙げている。

### 構成施設
| 名称/位置                                                                                        | 概要 |
| ------------------------------------------------------------------------------------------------ | --- |
| 取水堰堤 （北緯36度46分36.443秒 東経140度40分49.799秒 / 北緯36.77678972度 東経140.68049972度）   | 取水堰堤は重力式コンクリート造であり、堤長・堤高はそれぞれ19, 4.7メートルである。石岡第一発電所本館から約100メートル西に位置しており、表面は石積で築かれ、前面には石張の水叩きを設けている。左岸には取水制水門が矩折れに続き、その背面には導水路の一部を成す開渠が続く。登録有形文化財。                  |
| 沈砂池 （北緯36度46分38.820秒 東経140度41分20.399秒 / 北緯36.77745000度 東経140.68899972度）     | 沈砂池はコンクリート造であり、表面はモルタル塗で仕上げられている。取水堰堤の約750メートル下流に位置しており、長さ30メートル、幅9メートルの長方形平面となっている。山側の副水路には副水路内の土砂を排出するための排砂門が設けられている。登録有形文化財。                                                  |
| 余水路 （北緯36度46分38.172秒 東経140度41分21.119秒 / 北緯36.77727000度 東経140.68919972度）     | 余水路は、沈砂池南側壁に沿って設けられた越流式余水吐から大北川に至る、延長107メートルの石造およびコンクリート造の開渠である。丘の斜面に築かれており、沈砂池および副水路の土砂排出の役割も担っている。登録有形文化財。                                                                                     |
| 水槽 （北緯36度46分38.748秒 東経140度41分20.759秒 / 北緯36.77743000度 東経140.68909972度）       | 水槽は長径11メートル、短径6メートルの楕円形平面を持つ筒状の鉄筋コンクリート造構造物であり、沈砂池の東側に続く造りとなっている。頂部にはスラブが設けられ、沈砂池との境には二門から成るストーニー式制水門を配する。水槽の南側にはドレインバルブを操作するための張り出し部が設けられている。登録有形文化財。 |
| 鉄管路擁壁 （北緯36度46分37.955秒 東経140度41分21.840秒 / 北緯36.77720972度 東経140.68940000度） | 鉄管路擁壁は本館と水槽を結ぶ一条の水圧鉄管に沿い、49メートルに渡って花崗岩で築かれている。擁壁は、水槽下にある水圧鉄管取り付け部分に対する石積擁壁と、余水路と道路の隣接部などの補強が必要な部分に水圧鉄管と平行に築かれた擁壁から成る。登録有形文化財。                                                  |
| 本館 （北緯36度46分36.191秒 東経140度41分23.279秒 / 北緯36.77671972度 東経140.68979972度）       | 本館は鉄筋コンクリート造であり、大きさは桁行が18メートル、梁間が10メートルある。小屋組はフィンクトラス、屋根は切妻造である。上部欠円アーチ形の大窓が平側に続き、妻には丸窓が設けられている。本館は日本における初期の鉄筋コンクリート造建築物で、登録有形文化財である。                                    |

## 建設の経緯
1905年（明治38年）に久原房之助は日立鉱山の経営に着手し、日立鉱山の拡張計画のために電源開発に乗り出した。久原は1906年（明治39年）9月に茨城電気株式会社から未完成の中里発電所と町屋発電所の水利権を買収し、1907年（明治40年）に中里発電所を、1909年（明治42年）1月に町屋発電所を完成させた。拡張計画の一環として、日立鉱山では1909年（明治42年）に製錬所が建設された。これに伴って中里・町屋発電所だけでは発電不足に陥るようになった。また両発電所を買収したときの契約には茨城電気から要請があれば発電所を売り戻すという約定があった。こうした理由から久原鉱業所は電源開発を余儀なくされることとなった。
日立鉱山の小平浪平と宮長平作は電源開発のために茨城県・福島県を探索し、茨城県北部にある大北川の上流・横川滝付近にて水力発電に適した地点を発見した。しかし横川滝の一部は既に茨城無煙炭鉱により水利権が取得されていたため、久原鉱業所は水利権を1909年（明治42年）6月に1万6000円で買収した。久原鉱業所は直ちに設計変更願を提出し、1909年（明治42年）8月に石岡第一発電所がある地点の水利権を取得した。ただし、石岡第一発電所の下流で後に石岡第二発電所が作られる地点の水利権出願権を茨城無煙炭鉱に譲ることとなった。
石岡第一発電所の建設は1909年（明治42年）から始まった。同発電所は水路工事に難があったが、1911年（明治44年）8月には完成して10月から運転が始まった。石岡第一発電所の完成後、久原鉱業所は中里・町屋発電所を手放し、さらに日立鉱山において銅の電解精錬を行う電錬場を稼働させた。こうして日立鉱山は再び電力不足に陥り、久原鉱業所は新たな電源開発に着手することとなった。久原鉱業所は石岡第一発電所下流の水利権を茨城無煙炭鉱から買収し、1912年（大正元年）に石岡第二発電所の工事に着手した。発電所の設計は宮長平作が行った。その後、石岡第二発電所は1913年（大正2年）12月に竣工し、1914年（大正3年）1月から日立鉱山への送電が始まった。石岡第二発電所により、当時の日立鉱山の電力需要に見合う供給が行えるようになったとされる。

## 水車の選定
石岡第二発電所では、発電機については石岡第一発電所と同じくゼネラル・エレクトリックの製品が採用された。しかし、水車については石岡第一発電所で採用されたエッシャーウイスの製品ではなく、ドイツの水車メーカーであるフォイト社の製品が採用された。この理由について中川(1985)は、フォイト社の熱心な売り込みに応じた結果であるか、または日立製作所が水車の国産化を進めるために水車の見本を取り揃える意図があったかのどちらかであると指摘している。
フォイト社は当時、日本での市場開拓に力を注いでおり、エル・レイボルド商館が総代理店となって日本で売り込みを行っていた。このフォイト社の日本市場への力の入れようについては、三菱重工業神戸造船所技師であった唐沢三省が1913年（大正2年）1月から1914年（大正3年）5月にかけて猪苗代水力電気の所属と偽りフォイト社を見学した際の記録が『日本電機工業史』に記されている。唐沢がフォイト社の重役の部屋を訪れると、そこには大きな日本地図が掛けてあり、既設及び未開発の発電所が詳細に記述されていた。地図中には、発電所の出力・落差・その他必要な項目と、既設の発電所については納入業者も書き込んであったという。
日立製作所においては、創業者である小平浪平によって水車・発電機・電動機の国産化が進められていた。石岡第一発電所にてエッシャーウイス製水車、石岡第二発電所にてフォイト製水車が採用された後、高崎水力電気の室田発電所では日立製作所の水車が採用された。これは、第一次世界大戦の勃発によりフォイト製水車の輸入が頓挫したため、日立製作所が代替製作を引き受けたためである。こうした実績により、久原鉱業が1917年（大正6年）3月に建設した夏井川第一発電所では、発電機・水車共に日立製作所の製品が採用された。

## 所有の変遷と改修

### 久原鉱業・日立電力時代
石岡第二発電所を運営する久原鉱業所は1912年（大正元年）9月に資本金1000万円の久原鉱業株式会社に改組した。久原鉱業は引き続き鉱業を主要な事業としたほか、電気事業も事業目的に加えた。久原鉱業は1918年（大正7年）8月に常磐炭田の入山炭鉱への電力供給を始めたのを皮切りに、常磐炭田の磐城炭鉱・好間炭鉱などにも電力供給を始めた。こうして久原鉱業は自家用発電から前進して電気供給事業を兼営することとなった。1927年（昭和2年）9月には久原鉱業の電気事業が分離され、資本金1000万円で日立電力株式会社が設立された。石岡第二発電所を始めとする、久原鉱業が所有していた発電所と電気設備は日立電力へと引き継がれた。

### 国家管理・東京電力時代
日立電力による運営後、石岡第二発電所は関東配電株式会社の所有となった。1941年（昭和16年）9月6日、配電統制令により関東配電株式会社設立命令が発せられた。日立電力は「関東配電となるべき会社」に指定され、全資産をあげて関東配電に統合することとなった。1942年（昭和17年）3月30日に創立総会が開かれた後、4月1日に関東配電株式会社が設立された。
第二次世界大戦後には電気事業再編成が実施され、1951年（昭和26年）5月1日に東京電力株式会社が発足した。これにより石岡第二発電所は東京電力の所有となった。1958年（昭和33年）11月7日、石岡第二発電所は1,000キロワットから1,300キロワットまで出力が増加した。1967年（昭和42年）には発電周波数を60ヘルツから50ヘルツに変更する改修が行われた。

### 姫川電力・東京発電時代
| 譲渡品                                      | 価額                                 |
| ------------------------------------------- | ------------------------------------ |
| 土地一式                                    | 135,291,622円                        |
| 建物一式                                    | 17,930,732円                         |
| 水路一式                                    | 159,976,835円                        |
| 調整池一式                                  | 10,130,835円                         |
| 機械装置一式                                | 191,229,222円                        |
| 諸装置一式                                  | 9,037,376円                          |
| 備品一式                                    | 593,505円                            |
| 送電設備 土地一式 架空電線路一式 諸装置一式 | - 5,780,255円 79,200,838円 630,403円 |
| 配電設備 架空電線路一式                     | - 3,537,266円                        |
| 合計                                        | 613,338,705円                        |

1980年代になると、姫川電力株式会社が大北川水系にある発電所の獲得に乗り出した。姫川電力は狩野川水系の水力発電所を東京電力から譲り受けた後、発電原価の低減・技能労働力の効率的再配置・職域の拡大・事業基盤の強化などの譲渡効果の得られる発電所について検討を重ねた。その結果、大北川水系の3つの発電所（花園川発電所・石岡第一発電所・石岡第二発電所）は東京電力・姫川電力共に最も譲渡に適した発電所であるとの結論を得た。1984年（昭和59年）1月20日、両者間で譲渡基本契約が締結された。その後、東京電力と姫川電力の協力により条件整備を行い、譲渡物件と譲渡価額が決定し、同年10月31日に譲渡契約が締結された。発電所の譲渡が行われたのは1985年（昭和60年）4月1日である。3発電所の合計の譲渡価額は約6億1000万円であり、姫川電力は発電所買収のため6億1000万円を東京電力から借り入れた。譲渡価額の詳細は表の通り。
発電所の譲渡と並行して水利権の譲渡も行われた。1984年（昭和59年）9月14日に東京電力と姫川電力の連名で発電用水利権譲渡承認申請書が茨城県知事宛に提出され、1985年（昭和60年）3月30日に承認された。また、発電所の譲渡後には大北川系発電所と松原系発電所の自動制御所が統合された。東京電力時代には大北川系3発電所は石岡第一発電所構内にある北茨城自動制御所で自動運転されていた。この自動制御所が新設され、新たに松原系4発電所（花貫川第一発電所・花貫川第二発電所・松原発電所・川尻川発電所）の自動運転も行うようになった。これにより不要となった松原自動制御所は1985年（昭和60年）3月31日に閉鎖された。
1986年（昭和61年）6月1日、姫川電力は社名を東京発電株式会社に変更した。2006年（平成18年）8月3日には石岡第二発電所の6施設が日本の登録有形文化財に登録された。2013年（平成25年）9月には、石岡第二発電所のリパワリング工事が始まった。この工事では水車発電機・制御装置・変電設備・水圧管路の一部が取り替えられた。2014年（平成26年）3月20日には工事が完了し、石岡第二発電所の出力は1,300キロワットから1,600キロワットまで増加した。

## 年表
- 1912年（大正元年） - 石岡第二発電所の工事が始まる[31]。
- 1913年（大正2年）12月 - 石岡第二発電所が竣工する[31]。
- 1914年（大正3年）1月 - 石岡第二発電所が稼働する[31]。
- 1927年（昭和2年）9月 - 所有が日立電力に移る[38]。
- 1942年（昭和17年）4月 - 所有が関東配電に移る[40][42]。
- 1951年（昭和26年）5月 - 所有が東京電力に移る[39][43]。
- 1958年（昭和33年）11月 - 発電所出力が1,000キロワットから1,300キロワットまで増加する[44][45]。
- 1967年（昭和42年） - 発電周波数が60ヘルツから50ヘルツに変更される[46]。
- 1985年（昭和60年）4月 - 所有が姫川電力に移る[49]。
- 1986年（昭和61年）6月 - 姫川電力が社名を東京発電に変更する[49]。
- 2006年（平成18年）8月 - 石岡第二発電所の6施設が日本の登録有形文化財に登録される[12]。
- 2013年（平成25年）9月 - 発電所出力が1,300キロワットから1,600キロワットまで増加する[7]。